# Evil Ways (Willie Bobo)
Evil Ways è un album raccolta di Willie Bobo, pubblicato dalla Verve Records nel 1968. I brani sono tratti dagli album Spanish Blues Band (A1), Feeling So Good (A2, B2 e B4), Spanish Grease (A3 e A6), Juicy (A4, A5, B3 e B5), Bobo Motion (B1).

## Tracce
Lato A
1. Walk Away Renee – 3:02 (Bob Calilli, Michael Brown, Tony Sansone) – Registrato il 4 marzo 1968 a New York.
2. Sunshine Superman – 2:57 (Donovan Leitch) – Registrato il 27 settembre 1966 a New York.
3. Hurt So Bad – 2:35 (Teddy Randazzo, Bobby Hart, Bob Weinstein, Bobby Wilding) – Registrato l'8 settembre 1965 a Englewood Cliffs, N.J..
4. Knock on Wood. – 2:40 (Eddie Floyd, Steve Cropper) – Registrato il 1º febbraio 1967 a New York.
5. Mercy, Mercy, Mercy – 2:33 (Joe Zawinul) – Registrato il 31 gennaio 1967 a New York.
6. Spanish Grease – 2:45 (Willie Bobo, Melvin Lastie) – Registrato l'8 giugno 1965 a Englewood Cliffs, N.J..

Lato B
1. Evil Ways – 2:40 (Sonny Henry) – Registrato il 27 luglio 1967 a New York.
2. Sockit to Me – 3:25 (Bert Keyes) – Registrato il 27 settembre 1966 a New York.
3. Roots – 3:13 (Sonny Henry) – Registrato il 31 gennaio 1967 a New York.
4. To Be with You – 2:51 (Nick Jimenez, Willie Torres) – Registrato il 28 settembre 1966 a New York.
5. Ain't Too Proud to Beg – 2:30 (Eddie Holland, Norman Whitfield) – registrato il 1º febbraio 1967 a New York.

## Musicisti
Brano A1
- Willie Bobo - timbales
- Altri musicisti non accreditati.

Brani A2, B2 & B4
- Willie Bobo - percussioni
- Altri musicisti non accreditati

Brani A3 & A6
- Willie Bobo - percussioni
- Melvin Lastie - cornet
- Bobby Brown - sassofono alto, sassofono tenore
- Clarence Henry - chitarra
- Richard Davis (o) Jim Phillips - contrabbasso
- Victor Pantoja - congas

Brani A4, A5, B3 & B5
- Willie Bobo - timbales
- Sconosciuto - tromba
- Sconosciuto - sassofono alto
- Sconosciuto - sassofono tenore
- Sconosciuto - chitarra
- Sconosciuto - contrabbasso
- Sconosciuto - batteria